# Soyouz 28

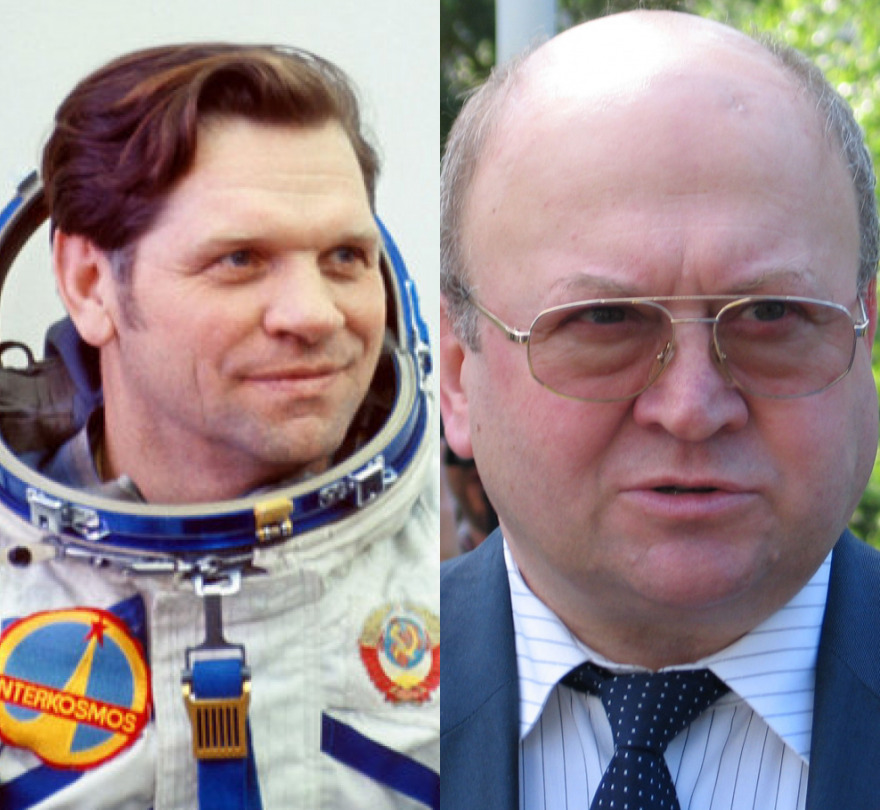
équipe de Soyouz 28

Soyouz 28 est une mission du programme Soyouz ayant eu lieu en mars 1978.
C'est le premier vol du programme Intercosmos et le premier vol d'une personne qui ne soit ni de nationalité américaine, ni de nationalité soviétique.

## Équipage
Les nombres entre parenthèses indiquent le nombre de vols spatiaux effectués par chaque individu jusqu'à cette mission incluse.
- Alekseï Goubarev (2)
- Vladimír Remek (1)
- Nikolai Rukavishnikov (2) remplaçant
- Oldrich Pelczak (0) remplaçant

## Paramètres de la mission
- Masse : 6800 kg
- Périgée : 198.9 km
- Apogée : 275.6 km
- Inclinaison : 51.65°
- Période : 88.95 minutes